# Corsept

Localització de Corsept

Corsept (en bretó Korzed, en gal·ló Corsoeut) és un municipi francès, situat a la regió de país del Loira, al departament de Loira Atlàntic, que històricament va formar part de la Bretanya. L'any 2006 tenia 2.486 habitants. Limita amb Saint-Brévin-les-Pins, Saint-Père-en-Retz i Paimbœuf.

## Demografia
| 1962                                       | 1968 | 1975 | 1982  | 1990  | 1999  |
| ------------------------------------------ | ---- | ---- | ----- | ----- | ----- |
| 804                                        | 807  | 951  | 1.351 | 1.633 | 1.959 |
| Des de 1962: població sense dobles comptes |      |      |       |       |       |

## Administració
| Període | Identitat          | Partit |
| ------- | ------------------ | ------ |
| 2001-   | Marie-Thérèse Mahé |        |